# Charles Lee (basket-ball)
Pour les articles homonymes, voir Charles Lee.
Charles Lee (né le 11 novembre 1984) est un entraîneur de basket-ball professionnel américain et ancien joueur qui est l'entraîneur principal des Hornets de Charlotte de la National Basketball Association (NBA). Évoluant au poste de meneur à l'Université Bucknell, il a passé la majeure partie de sa carrière professionnelle en Israël et en Europe.

## Biographie

### Carrière universitaire
Joueur de l'année 2006 de la Patriot League, Lee a aidé Bucknell à remporter deux titres consécutifs de la Patriot League et deux participations consécutives au second tour du tournoi de la NCAA. En quatre saisons avec les Bison de Bucknell, il a remporté les honneurs de la First Team All-Patriot League à deux reprises (2004 et 2005) et les honneurs de la Second Team All-Patriot League une fois (2003). Il a terminé son cursus universitaire à Bucknell avec 1 147 points en quatre ans (11,0 points par match), 568 rebonds (5,5 rebonds par match) et 167 interceptions (1,61 interception par match).
Lee s'est inscrit à Bucknell un an avant que l'école ne commence à offrir des bourses sportives et n'a jamais reçu autre chose qu'une aide financière partielle. The New York Times l'a surnommé comme "l'un des meilleurs joueurs non boursiers du basket-ball universitaire". À Bucknell, Lee s'est spécialisé dans les affaires.

### Carrière professionnelle
Après avoir obtenu son diplôme en 2006, Lee a joué avec les Spurs de San Antonio au cours de la NBA Summer League en 2007 et 2008, ainsi qu'au cours de la pré-saison de la NBA. Cependant, il n'a jamais réussi à intégrer un effectif pour le début de la saison régulière. Il a depuis joué pour Hapoel Gilboa/Afula en Israël, Verviers-Pepinster en Belgique, MEG Goettingen et Artland Dragons en Allemagne.

### Carrière d'entraîneur

#### Entraîneur adjoint (2012-2024)
Le 25 juin 2012, Bucknell a annoncé que Lee retournait à son alma mater en tant qu'entraîneur assistant de l'équipe de basket-ball masculine.
Le 20 août 2014, les Hawks d'Atlanta ont annoncé que Lee est embauché comme entraîneur assistant au sein du staff technique de Mike Budenholzer.
Après que Budenholzer se soit séparé des Hawks et soit devenu l'entraîneur principal des Bucks de Milwaukee, Lee a déménagé à Milwaukee et a rejoint l'équipe de Budenholzer en tant qu'entraîneur assistant en 2018,. Après le départ de Darvin Ham pour les Lakers de Los Angeles en 2022, Lee devient l'entraîneur associé du coach principal des Bucks.
Le 11 juin 2023, il est rapporté que Lee est embauché par les Celtics de Boston en tant que premier entraîneur adjoint.

### Hornets de Charlotte (depuis 2024)
Le 9 mai 2024, Lee est embauché pour devenir le nouvel entraîneur en chef des Hornets de Charlotte.

## Statistiques
| Équipe    | Année     | Saison régulière | Saison régulière | Saison régulière | Saison régulière | Saison régulière | Playoffs | Playoffs  | Playoffs | Playoffs | Playoffs |
| Équipe    | Année     | Matchs           | Victoires        | Défaites         | %                | Classement       | Matchs   | Victoires | Défaites | %        | Résultat |
| --------- | --------- | ---------------- | ---------------- | ---------------- | ---------------- | ---------------- | -------- | --------- | -------- | -------- | -------- |
| Charlotte | 2024-2025 | -                | -                | -                | -                | -                | -        | -         | -        | -        | -        |
| Total     | Total     | -                | -                | -                | -                |                  | -        | -         | -        | -        |          |